# Río Pecatonica
El río Pecatonica es un río de los Estados Unidos, una afluente del río Rock, a su vez afluente del Alto Misisipi  que discurre por Wisconsin e Illinois.

## Geografía

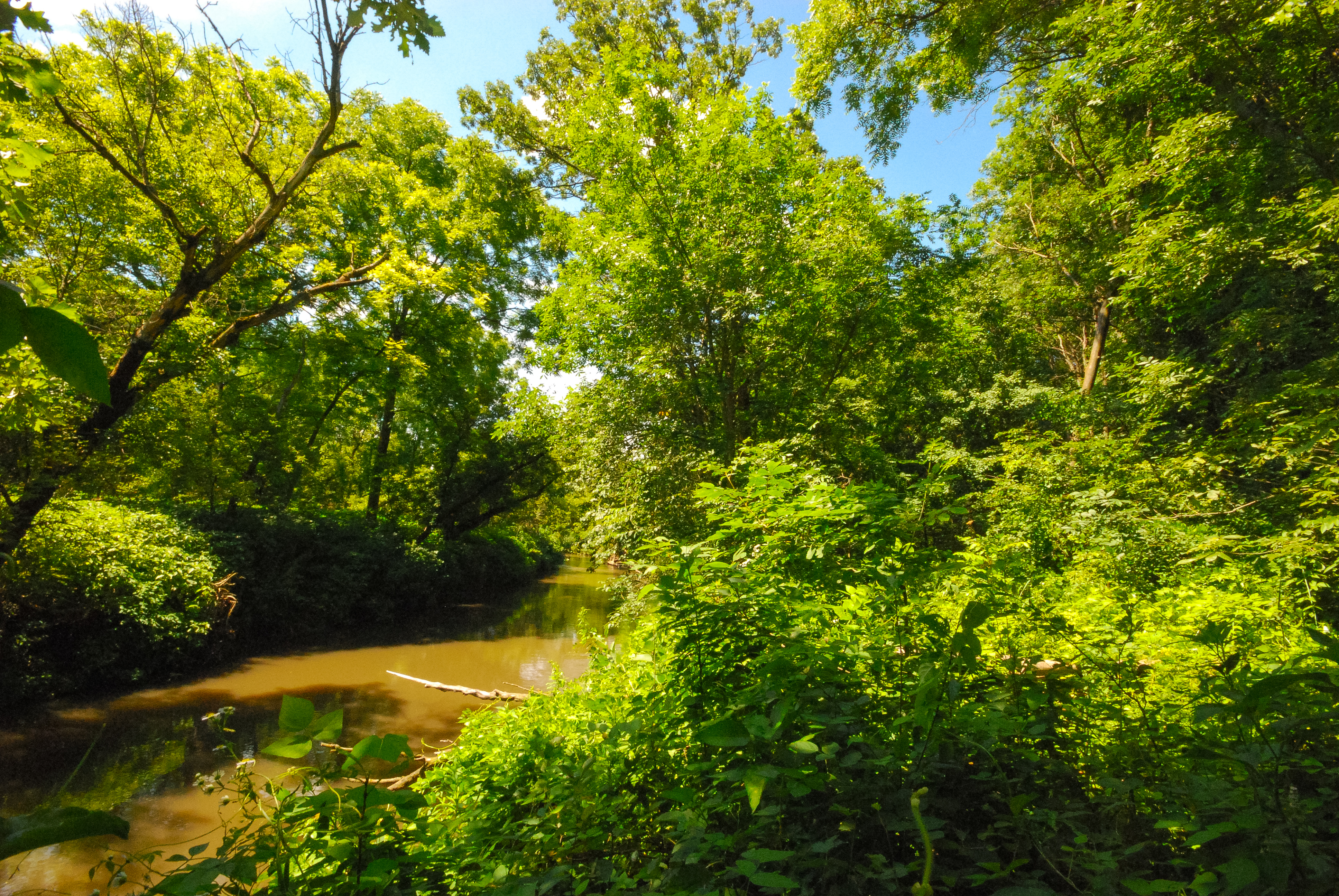
El Pecatonica a su paso por el condado de Iowa (Winconsin)

Con una longitud de 312 km, nace en el estado de Wisconsin en dos brazos, se encamina primero al sursudeste hasta Freeport, entrando en Illinois tuerce al este y, finalmente, al noreste. Desemboca por la izquierda en el río Rock, tributario del Misisipi. Su principal afluente es el Sugar.